# Herz-Jesu-Kirche (Korschenbroich)

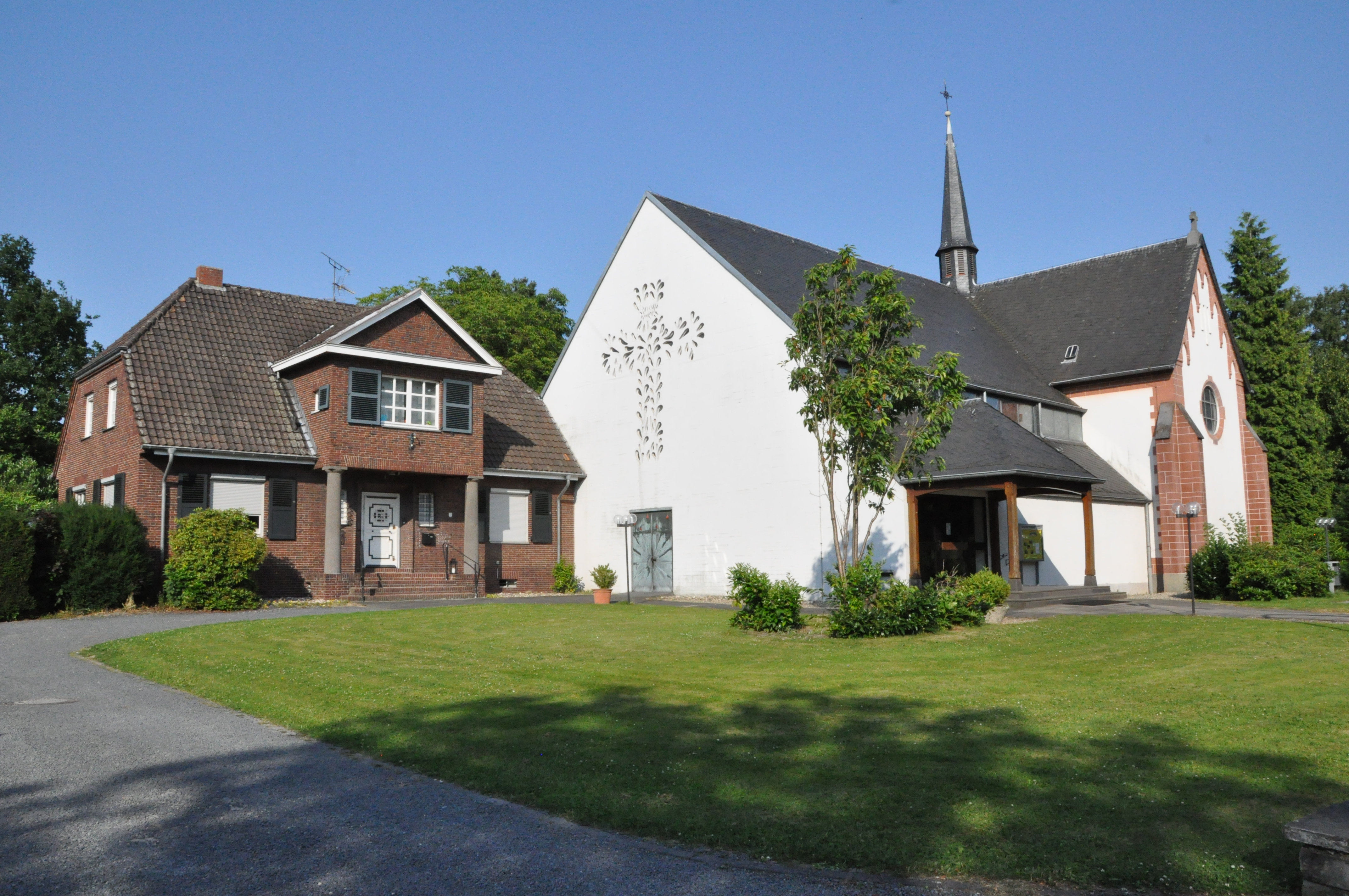
Katholische Herz-Jesu-Kirche in Korschenbroich-Herrenshoff mit Pfarrhaus

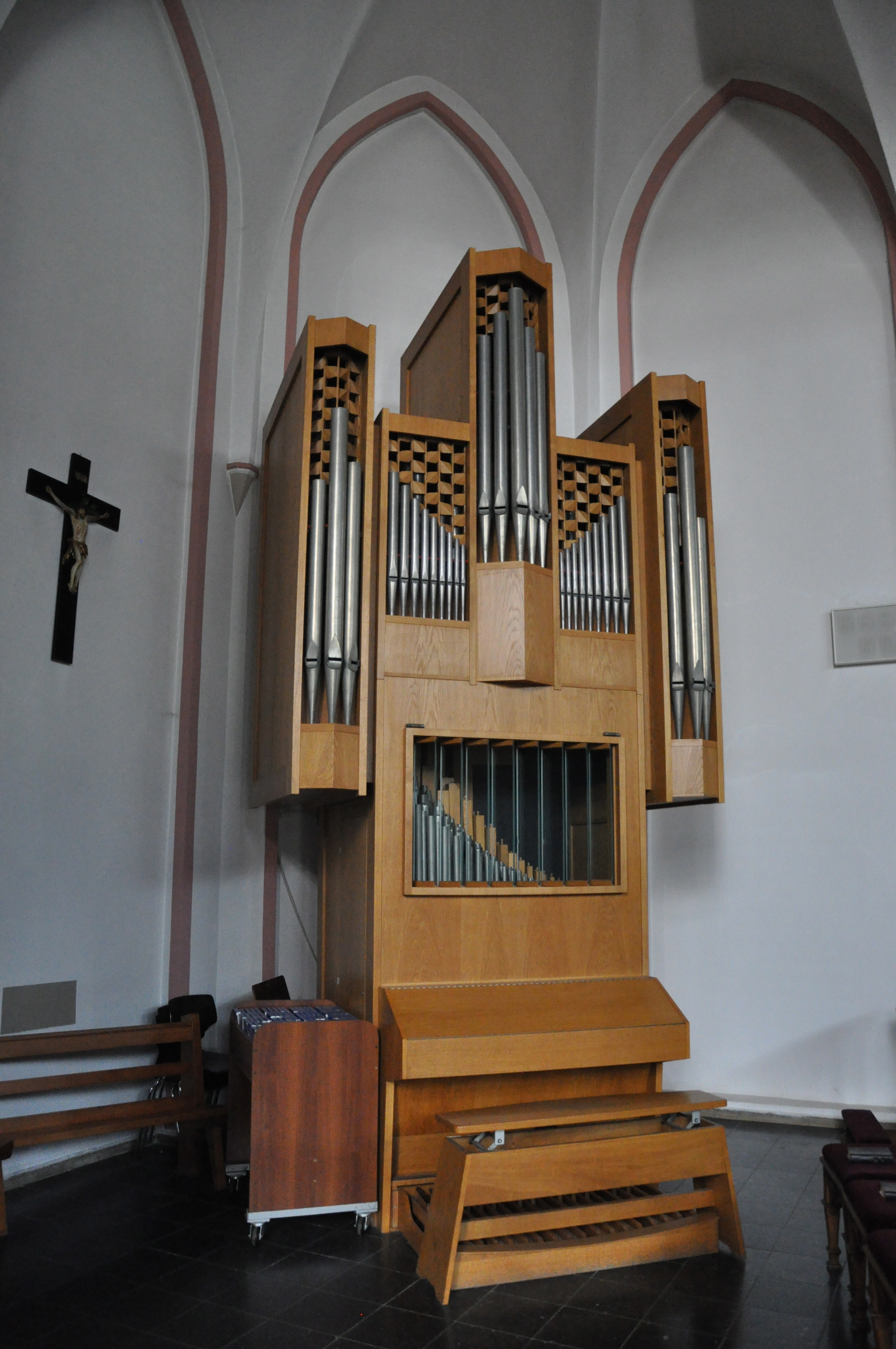
Orgel der Herz-Jesu-Kirche

Die Herz-Jesu-Kirche Korschenbroich im Ortsteil Herrenshoff ist ein Kirchengebäude der Römisch-Katholischen Kirche des Bistums Aachen. Die Pfarrei von Herz Jesu Herrenshoff ist Teil der Gemeinschaft der Gemeinden (GdG) Korschenbroich gemeinsam mit den anderen vier Pfarrgemeinden St. Andreas Korschenbroich, St. Dionysius Kleinenbroich, St. Georg Liedberg und St. Marien Pesch.

## Geschichte
In den Jahren von 1888 bis 1890 traf sich eine Gruppe katholischer Junggesellen wöchentlich auf dem Schippershof, um sich für den Bau einer Kapelle in Herrenshoff starkzumachen. Die Gruppe begann in ihrem Kreis Geld zu sammeln und einen Arbeitskreis zu gründen. Aus dem Ausschuss entstand schließlich der Kapellenbauverein, der auch zu Gunsten des Bauprojektes Theater spielte. Johann Matthias Stumpen stellte einen entsprechenden Bauplatz für die geplante Kapelle zur Verfügung. 1893 musste das Baugelände in das Eigentum der Pfarrkirche Korschenbroich überschrieben werden.
Die Zivilgemeinde Korschenbroich verlangte einen Bebauungsplan und eine Kostenkalkulation. 1909 sorgte Hauptlehrer Vosdellen für einen neuen Anlauf. 1912 wurde erst die Baugenehmigung erteilt. Der Mauermeister Bösch erhielt für 27000 Mark für den Bauauftrag. Die Architekten des Kirchenbaus waren Wilhelm und Paul Sültenfuß aus Düsseldorf. Vier Tage vor Heiligabend 1913 weihte Pfarrer Otto die Kapelle ein und zelebrierte das erste Hochamt. Die Kapelle wurde gebaut zur „größten Ehre des dreifaltigen und dreieinigen Gottes und zur Verehrung des heiligsten Herzens Jesu!“ (aus der lateinischen Urkunde zur Grundsteinlegung, 1913). Um 1925 wurde das Pfarrhaus ergänzend gebaut.
Der Innenraum war 154 m² groß, bis 1956 ein neues Kirchenschiff hinzugefügt wurde. Das neue Kirchenschiff wurde quer zur bisherigen Kapelle gebaut, sodass der Mittelteil der bisherigen Kapelle nun als Chorbereich dient. Das neue Kirchenschiff senkt sich leicht zur Altarinsel hin ab, sodass die Gottesdienstbesucher einen besseren Blick in den Altarraum haben. Das bisherige Portal wurde zugemauert und verputzt. Die Kapelle wurde zwischenzeitlich zur Pfarrkirche erhoben.
1981 wurde die zweimanualige Pfeifenorgel fertiggestellt und in der Kirche aufgestellt. Sie steht im Chorbereich der ursprünglichen Kapelle. Entsprechend dem ursprünglichen Vorhaben wurde damit alles bis auf ein geplantes Pfarrheim gebaut und somit der Kirchenbau beendet.

## Architektur
Die Kirche wurde im neugotischen Stil erbaut. Ein Turm wurde weder geplant noch gebaut, deshalb hat die Kirche nur eine Glocke im Dachreiter. Die Verglasung und die Bemalung der Wände wurde dem neugotischen Baustil angepasst.